# Marc Alaimo

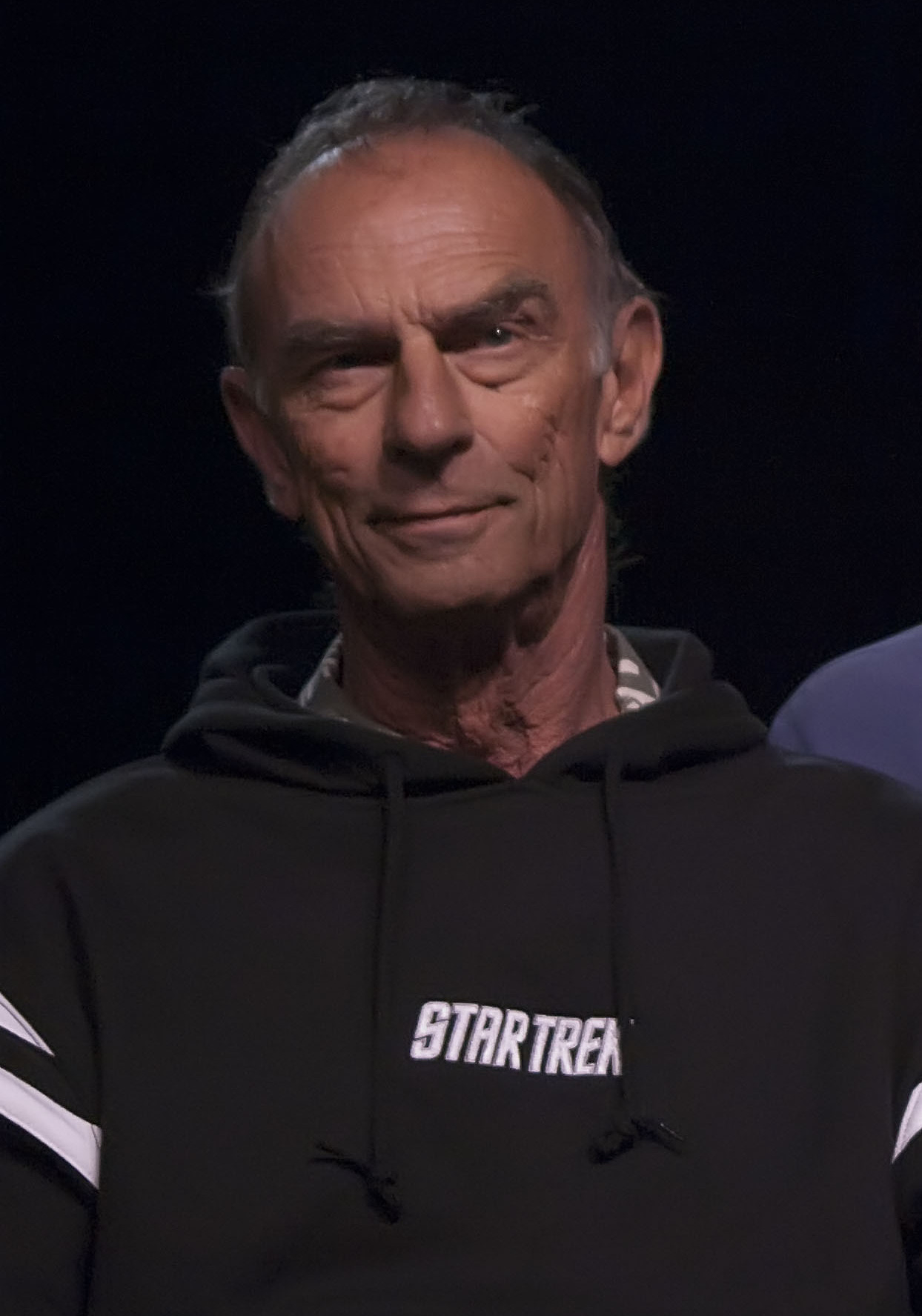
Marc Alaimo

Marc Alaimo (* 5. Mai 1942 in Milwaukee, Wisconsin) ist ein US-amerikanischer Schauspieler.

## Karriere
Alaimo spielte bereits Theater in der High School. Später sammelte er Erfahrungen bei den Marquette University Players und der Milwaukee Repertory Theater Company. Er zog dann nach New York City, um seine Schauspielkarriere voranzutreiben. Im Jahre 1973 begann er seine Fernsehkarriere in der Soap Opera Somerset, wo er die Rolle des Virgil Paris spielte. In den kommenden Jahren spielte Marc Alaimo in zahlreichen Polizei- und Action-Filmen und -Serien Nebenrollen, meist als Gesetzesbrecher. So spielte er auch in bekannten Filmen wie Tango und Cash mit und war in dem Film Die totale Erinnerung – Total Recall als Captain Everett zu sehen.
In der Folge Der Rachefeldzug der Serie Raumschiff Enterprise: Das nächste Jahrhundert verkörperte Alaimo 1991 den ersten Cardassianer in Star Trek. Sein markanter Nacken inspirierte den Maskenbildner Michael Westmore dazu, den Cardassianern ihren typischen Hals zu verleihen. Darüber hinaus spielte Marc Alaimo in der Serie einen Anticaner in der Folge Die geheimnisvolle Kraft, den romulanischen Commander Tebok in Die neutrale Zone sowie einen menschlichen Pokerspieler in der Folge Gefahr aus dem 19. Jahrhundert, Teil I.
Mit seinem Auftritt als Gul Dukat in der Serie Star Trek: Deep Space Nine war er erneut in einer Star-Trek-Serie zu sehen. In 35 Folgen spielte er den früheren cardassianischen Kommandanten der Raumstation, der nicht nur zu den bekanntesten, sondern auch zum vielschichtigsten Antagonisten im Star-Trek-Universum zählt.

## Privates
Alaimo war zweimal verheiratet. Seine beiden Kinder (eine Tochter und ein Sohn) sind am gleichen Tag, dem 5. Mai, geboren wie er selbst.

## Filmografie (Auswahl)
Spielfilme
- 1976: Helter Skelter – Die Nacht der langen Messer (Helter Skelter)
- 1979: Hardcore – Ein Vater sieht rot (Hardcore)
- 1980: Fast wie in alten Zeiten (Seems Like Old Times)
- 1981: Der Zauberbogen (The Archer: Fugitive from the Empire)
- 1984: Starfight (The Last Starfighter)
- 1986: Nighthunter (Avenging Force)
- 1988: Das Todesspiel (The Dead Pool)
- 1989: Tango und Cash (Tango & Cash)
- 1990: Die totale Erinnerung – Total Recall (Total Recall)
- 1994: Die nackte Kanone 33 1/3 (Naked Gun 33⅓: The Final Insult)
- 2020: Grizzly II: Revenge (Grizzly II: The Predator) [1983 gedreht]

Fernsehserien
- 1974: Detektiv Rockford – Anruf genügt (The Rockford Files, 1 Folge)
- 1975: Barnaby Jones (1 Folge)
- 1975–1978: Starsky & Hutch (3 Folgen)
- 1977: Die Sieben-Millionen-Dollar-Frau (The Bionic Woman, 1 Folge)
- 1978: Wonder Woman (The New Adventures of Wonder Woman, 2 Folgen)
- 1978–1980: Der unglaubliche Hulk (The Incredible Hulk, 3 Folgen)
- 1978, 1981: CHiPs (2 Folgen)
- 1980: Quincy (Quincy, M. E., 1 Folge)
- 1980: Drei Engel für Charlie (Charlie’s Angels, 1 Folge)
- 1982: Knight Rider (1 Folge)
- 1983, 1986: Ein Colt für alle Fälle (The Fall Guy, 2 Folgen)
- 1983, 1986: T. J. Hooker (2 Folgen)
- 1984, 1988: Cagney & Lacey (2 Folgen)
- 1985: Street Hawk (1 Folge)
- 1985–1987: Polizeirevier Hill Street (Hill Street Blues, 8 Folgen)
- 1987: 21 Jump Street – Tatort Klassenzimmer (21 Jump Street, 1 Folge)
- 1987–1992: Raumschiff Enterprise: Das nächste Jahrhundert (Star Trek: The Next Generation, 4 Folgen)
- 1987: Das A-Team (The A-Team, 1 Folge)
- 1993–1998: Star Trek: Deep Space Nine (35 Folgen)
- 1995, 1999: Walker, Texas Ranger (2 Folgen)
- 1996: Diagnose: Mord (Diagnosis Murder, 1 Folge)